# Antoni Costa Costa
|  | No s'ha de confondre amb Antonio Costa Costa. |

Antoni Costa Costa (Santa Agnès de Corona, Eivissa, 1953) és un polític eivissenc.

## Trajectòria
Ha treballat com a directiu i tècnic d'empreses turístiques. Alhora, el 1983 fou nomenat secretari de la Federació Socialista de les Pitiüses del Partit dels Socialistes de les Illes Balears (PSIB). Fou elegit diputat a les eleccions al Parlament de les Illes Balears de 1983 i 1987, on ocupà el càrrec de President de la Comissió d'Economia, Hisenda i Pressupostos del Parlament de les Illes Balears durant el període 1987-1989, així com conseller del Consell Insular d'Eivissa.
En novembre de 1989 renuncià al seu escó al Parlament de les Illes Balears quan fou elegit diputat pel PSIB per Eivissa i Formentera a les eleccions generals espanyoles de 1989, 1993 i 1996, on va ser ponent del Conveni Internacional sobre l'Espai Econòmic Europeu.
En 2000 va ser nomenat director del Centre Balear Europeu a Brussel·les i en 2002 va ocupar-hi el càrrec de delegat del Govern de les Illes Balears a la mateixa ciutat. El 2004 fou nomenat president-conseller de la Xarxa de Paradors de Turisme d'Espanya. És membre de l'Institut d'Estudis Eivissencs, de la Federació de la Petita i Mitjana Empresa d'Eivissa i Formentera (1977-1980) i Medalla de l'Orde al Mèrit Civil.